# روابط ارمنستان و مکزیک
کشورهای ارمنستان و مکزیک در سال ۱۹۹۲ روابط دیپلماتیک برقرار کردند هر دو کشور عضو سازمان ملل متحد و سازمان تجارت جهانی هستند. در اوایل سال ۲۰۱۴، ارمنستان سفارت خود را در مکزیکو سیتی افتتاح کرد.

## تاریخچه
اولین ارمنیانی که به مکزیک رسیدند در قرن ۱۷ اتفاق افتاد، با این حال، بزرگ‌ترین موج در دهه ۱۹۲۰ به عنوان نتیجه نسل‌کشی ارمنی‌ها رخ داد.
در ۱۴ ژانویه ۱۹۹۲، یک ماه پس از فروپاشی اتحاد جماهیر شوروی در دسامبر ۱۹۹۱؛ ارمنستان و مکزیک روابط دیپلماتیک رسمی با یکدیگر برقرار کردند. در مارس ۲۰۰۲، نخست‌وزیر ارمنستان آندرانیک مارگاریان برای شرکت در کنفرانس اجماع مونتری به شهر مونتری در شمال مکزیک آمد. این سفر اولین و بالاترین مقام دولتی ارمنستان بود که از زمان استقلال به مکزیک سفر کرده است. در آگوست ۲۰۰۲، وارطان اوسکانیان وزیر امور خارجه ارمنستان به مکزیک سفر کرد. در طول این بازدید، هر دو کشور توافق‌نامه‌هایی در زمینه همکاری در حوزه‌های فرهنگ و آموزش و همچنین توافق‌نامه‌ای برای لغو ویزا برای دارندگان گذرنامه‌های رسمی و دیپلماتیک امضا کردند.
در اکتبر ۲۰۱۲، ادوارد نالباندیان وزیر امور خارجه ارمنستان به مکزیک سفر کرد. نالبندیان وزیر امور خارجه در جریان سفر خود نگرانی خود را در مورد به رسمیت شناختن کشتار خواجه‌لی از سوی مکزیک در سال ۲۰۱۱ بیان کرد که در آن حدود ۱۶۱ غیرنظامی آذری قومی در شهر خواجه‌لی در فوریه ۱۹۹۲ در جریان جنگ اول قره باغ کوهستانی کشته شدند. نعلبندیان وزیر امور خارجه همچنین نگران قرار دادن مجسمه ای به یاد حیدر علی اف رئیس‌جمهور سابق آذربایجان در پاسئو د لا رفورما اصلی مکزیک بود. پس از مخالفت‌های زیاد گروه‌های حقوق بشر در مکزیک، مجسمه رئیس‌جمهور علی اف برداشته شد و به یک خانه شخصی منتقل شد. نالبندیان وزیر امور خارجه در جریان سفر خود به مکزیک در سنای مکزیک سخنرانی کرد و در مورد بهبود روابط دیپلماتیک بین دو کشور و اینکه ارمنستان سفارت خود را در مکزیک افتتاح خواهد کرد صحبت کرد. در اوایل سال ۲۰۱۴، ارمنستان سفارت خود را در مکزیکو سیتی افتتاح کرد.
در آوریل ۲۰۱۵، سنای مکزیک هفته فرهنگی ارمنی را به تاریخ ارمنستان و به مناسبت یادبود ۲۳ سال روابط دیپلماتیک بین دو ملت برگزار کرد. در نوامبر ۲۰۱۷، دو نماینده کنگره مکزیک، در حالی که به عنوان بخشی از گروه دوستی مکزیک و ارمنستان به دعوت دولت ارمنستان در یک سفر رسمی به ارمنستان بودند، از منطقه مورد مناقشه قره باغ کوهستانی که در آن زمان توسط نیروهای ارمنی اشغال شده بود و در داخل آذربایجان واقع شده بود، بازدید کرد. سفر آنها توسط دولت مکزیک مورد تأیید قرار نگرفت و باعث شعله‌ور شدن روابط دیپلماتیک بین آذربایجان و مکزیک شد.
در ژوئن ۲۰۱۹، مکزیک یک کنسولگری افتخاری در ایروان افتتاح کرد. در سال ۲۰۲۰، در جریان جنگ دوم قره باغ کوهستانی، دولت مکزیک نگرانی عمیق خود را نسبت به گزارش‌های مربوط به استفاده از زور در قره باغ کوهستانی ابراز کرد و از ارمنستان و آذربایجان خواست که «با نهایت احتیاط عمل کنند، عملیات نظامی را به حالت تعلیق درآورند و روند گفتگو را در اسرع وقت از سر بگیرند.».
در ۸ فوریه ۲۰۲۳، سنای مکزیک سندی را تصویب کرد که نسل‌کشی ارامنه توسط نیروهای عثمانی در سال ۱۹۱۵ را با استناد به لزوم حمایت از حقوق بشر جهانی به رسمیت می‌شناسد. در سپتامبر ۲۰۲۳، پارویر هوانیسیان معاون وزیر امور خارجه به مکزیک سفر کرد تا در چهارمین گردهمایی رایزنی‌های سیاسی بین دو کشور شرکت کند.

## توافقات دوجانبه
هر دو کشور چند موافقتنامه دوجانبه مانند یادداشت تفاهم برای ایجاد رایزنی‌های سیاسی در مورد موضوعات مورد علاقه متقابل (۱۹۹۳)، موافقتنامه برای استقرار رژیم بدون ویزا در رابطه با دارندگان گذرنامه دیپلماتیک و خدماتی (۲۰۰۲)؛ موافقتنامه همکاری در زمینه‌های فرهنگی و آموزشی (۲۰۰۲)؛ یادداشت تفاهم بین سفارت ارمنستان و دانشگاه خودمختار سینالوآ (۲۰۲۳)؛ و موافقت نامه همکاری بین آکادمی‌های دیپلماتیک هر دو کشور (۲۰۲۳) امضا کرده‌اند.

## تجارت

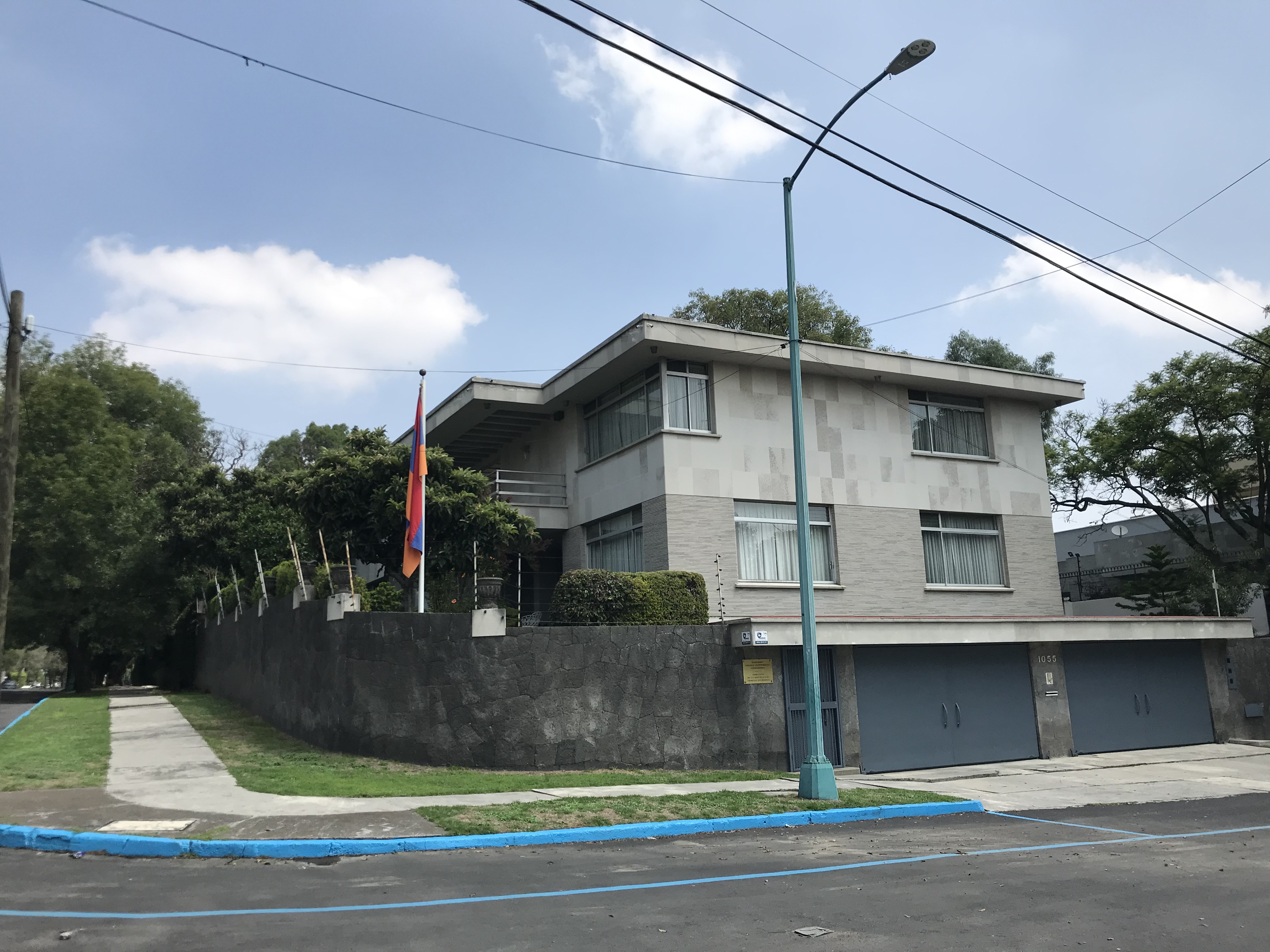
سفارت ارمنستان در مکزیکوسیتی

در سال ۲۰۲۳، میزان تجارت دو طرفه بین هر دو کشور بالغ بر ۴٫۶ میلیون دلار آمریکا بود. صادرات اصلی ارمنستان به مکزیک عبارتند از: فروآلیاژها، جواهرات، پوشاک، ماشین آلات و لوازم مکانیکی و ترانسفورماتورهای قدرت. صادرات اصلی مکزیک به ارمنستان عبارتند از: قهوه، الکل، کالاهای دارویی، ابزار و وسایل الکترونیکی و ابزار پزشکی.

## نمایندگی‌های دیپلماتیک مقیم
ارمنستان در مکزیکو سیتی سفارت دارد. مکزیک از سفارت خود در مسکو، روسیه در ارمنستان معتبر است و یک کنسولگری افتخاری در ایروان دارد.